# Lychnuchus
Lychnuchus là một chi bướm ngày thuộc họ Bướm nâu.